# Lycaena junctacaudata
Lycaena junctacaudata är en fjärilsart som beskrevs av Tutt 1906. Lycaena junctacaudata ingår i släktet Lycaena och familjen juvelvingar. Inga underarter finns listade i Catalogue of Life.